# Ручной набор
Ручной набор (также набор посредством подвижных литер) — способ набора текста, при котором строки подбираются вручную из металлических или деревянных литер и пробельного материала .

## История
Впервые подвижной шрифт изобрел китаец Би Шэн около 1040 года во времена империи Сун. Подвижные литеры из металла впервые были применены в 1234 году в Корее, во времена империи Корё. В 1377 году в Корее была напечатана Чикчи — старейшая из существующих книг, напечатанных при помощи металлических подвижных литер. Однако распространение этих первых систем подвижных литер было ограниченным: они были дорогими и требовали больших трудовых затрат. Китайским печатникам приходилось иметь дело с тысячами керамических табличек, поскольку китайская иероглифическая система письма содержит тысячи знаков. В Корее металлические литеры распространились гораздо шире (в корейском алфавите изначально было всего 28 знаков), но за пределы страны изобретение, видимо, так и не вышло.
Около 1450 года Иоганн Гутенберг изобрел и самостоятельно разработал европейскую систему подвижных литер, дополнив её такими новшествами, как изготовление шрифта при помощи пуансонов и  матриц. Гутенберг был первым, кто начал делать литеры из сплава свинца, олова и сурьмы, то есть, гарта. Такие сплавы использовались потом ещё 400 лет.
В алфавитных системах письма набор посредством подвижных литер оказался более быстрым и надежным, чем ксилография. Металлические литеры были прочнее, а текст получался более единообразным, что привело к появлению типографики и шрифтового искусства. Высокое качество и относительно низкая цена Библии Гутенберга (1455) доказали превосходство использования подвижных литер в Европе. Считается, что печатный станок и подвижные литеры стали одним из ключевых факторов, ускоривших наступление Ренессанса. Изобретения Гутенберга очень скоро распространились по всей Европе, а потом — и по всему миру.
Только после того, как в XIX веке был изобретен метод горячего набора, набор подвижными литерами пошел на спад, а в XX веке почти исчез. 
В XXI веке традиция набора подвижными деревянными литерами сохраняется в уезде Жуйань провинции Чжэцзян КНР. В этой провинции сохранилось 5100 генеалогий времён династии Цин, напечатанных этим способом. 
В деревне Дунъюань уезда при финансовой поддержке властей города Жуйань создан павильон, где с помощью набора подвижными деревянными литерами печатаются генеалогии и книги (напечатано более 5000 наименований книг к 2020 году). В 2010 году китайская печать подвижными литерами включена в Список нематериального культурного наследия ЮНЕСКО как нуждающаяся в срочной защите.

## Галерея
- Китайская система подвижных литер, изображенная в книге печатника Ван Чжэня в 1313 г.
- Литера с лигатурой ſi. 12-й кегль, шрифт Клода Гарамона
- Литеры шрифта Христофора Плантена
- Набранные литеры на верстатке